# 天主教博圖卡圖總教區
天主教博圖卡圖總教區（拉丁語：Archidioecesis Botucatuensis）是羅馬天主教在巴西的一個教省總教區，下轄七個教區。
總教區包括聖保羅州中部二十市，2006年有教友419,000人，佔轄區總人口84.8%。教區下轄四十八個堂區，有五十八名司鐸。現任教區總主教為莫里西奧·格羅托·德卡馬戈。
1908年6月7日設教區，屬聖保羅總教區。1958年4月19日升為總教區。